# Sydkoreas vicepræsidenter

## Sydkoreas regeringsledere fra 1940
| #                                           | Vestligt navn | Navn   | Periode                 | Premierminister | Premierminister | Politisk parti            | Politisk parti |
| ------------------------------------------- | ------------- | ------ | ----------------------- | --------------- | --------------- | ------------------------- | -------------- |
| Vicepræsidenter i den provisoriske regering |               |        |                         |                 |                 |                           |                |
| 1                                           | Kim Kyusik    | 김규식 | 1940 – 1944             |                 |                 |                           |                |
| 2                                           | Kim Kyusik    | 김규식 | 1944 - 1947             |                 |                 |                           |                |
| 3                                           | Kim Gu        | 김구   | 1947                    |                 |                 | Korean uafhængighed Parti | 한국독립당     |
| 4                                           | Kim Gu        | 김구   | 1947–1948               |                 |                 | Korean uafhængighed Parti | 한국독립당     |
| Republikken Koreas vicepræsidenter          |               |        |                         |                 |                 |                           |                |
| 1                                           | Lee Si-young  | 이시영 | 1948.08.15.–1951.05.09. |                 |                 | Liberale Parti            | 자유당         |
| 2                                           | Kim Seong-su  | 김성수 | 1951.05.09.–1952.08.15. |                 |                 | Korean Demokratiske Parti | 민주국민당     |
| 3                                           | Ham Tae-young | 함태영 | 1952.08.15.–1956.08.14. |                 |                 | Liberale Parti            | 자유당         |
| 4                                           | Chang Myon    | 장면   | 1956.08.15.–1960.04.23. |                 |                 | Demokratiske Parti        | 민주당         |
| (fungerende)                                | Baek Nak-jun  | 백낙준 | 1960.08.18.–1961.05.16. |                 |                 |                           |                |